# Оуктон (Вірджинія)
Оуктон (англ. Oakton) — переписна місцевість (CDP) в США, в окрузі Ферфакс штату Вірджинія. Населення — 36 732 особи (2020).

## Географія
Оуктон розташований за координатами 38°53′22″ пн. ш. 77°18′8″ зх. д. / 38.88944° пн. ш. 77.30222° зх. д. (38.889444, -77.302226).  За даними Бюро перепису населення США в 2010 році переписна місцевість мала площу 25,36 км², з яких 25,26 км² — суходіл та 0,10 км² — водойми.

## Демографія
Згідно з переписом 2010 року, у переписній місцевості мешкало 34 166 осіб у 13 113 домогосподарствах у складі 8882 родин. Густота населення становила 1347 осіб/км².  Було 13691 помешкання (540/км²).
Расовий склад населення:
| - 66,3 % — білих - 19,9 % — азіатів - 5,0 % — чорних або афроамериканців - 0,3 % — корінних американців - 4,3 % — осіб інших рас |

До двох чи більше рас належало 4,2 %. Частка іспаномовних становила 11,8 % від усіх жителів.
За віковим діапазоном населення розподілялося таким чином: 23,1 % — особи молодші 18 років, 67,1 % — особи у віці 18—64 років, 9,8 % — особи у віці 65 років та старші. Медіана віку мешканця становила 36,9 року. На 100 осіб жіночої статі у переписній місцевості припадало 97,1 чоловіків;  на 100 жінок у віці від 18 років та старших — 94,3 чоловіків також старших 18 років.
Середній дохід на одне домашнє господарство  становив 151 499 доларів США (медіана — 120 762), а середній дохід на одну сім'ю — 172 140 доларів (медіана — 130 849). Медіана доходів становила 89 591 долар для чоловіків та 69 832 долари для жінок. За межею бідності перебувало 6,6 % осіб, у тому числі 8,3 % дітей у віці до 18 років та 3,9 % осіб у віці 65 років та старших.
Цивільне працевлаштоване населення становило 19 938 осіб. Основні галузі зайнятості: науковці, спеціалісти, менеджери — 28,9 %, освіта, охорона здоров'я та соціальна допомога — 16,6 %, публічна адміністрація — 12,8 %, мистецтво, розваги та відпочинок — 9,5 %.